# 朝鲜婆婆纳
朝鲜婆婆纳（学名：Veronica rotunda var. coreana）为車前草科婆婆纳属下的一个变种。
其叶片宽大，卵形，宽3-6厘米，两面被毛或仅叶脉上被毛。
分布于辽宁、山西、河南（商城）、安徽（岳西）、浙江（临安）。朝鲜也有。生山坡草地。

## 扩展阅读
- 維基物種上的相關：朝鲜婆婆纳